# Davinson Sánchez
Davinson Sánchez Mina (sinh ngày 12 tháng 6 năm 1996) là một cầu thủ bóng đá chuyên nghiệp người Colombia hiện đang thi đấu ở vị trí trung vệ cho câu lạc bộ Super Lig Galatasaray và đội tuyển bóng đá quốc gia Colombia.

## Sự nghiệp câu lạc bộ

### Atlético Nacional
Khi còn trẻ, Sánchez chơi cho đội trẻ của América de Cali, nhưng sau khi bố mẹ anh chuyển đi, anh chuyển đến chơi cho Atlético Nacional. Anh ra mắt đội một vào ngày 27 tháng 10 năm 2013, trong trận thua 0-1 trước Boyacá Chicó. Anh có mặt trong đội hình xuất phát và chơi cả trận đấu.
Vào ngày 2 tháng 3 năm 2016, Sánchez ghi bàn thắng đầu tiên cho Nacional trong trận thắng 3-0 trước Sporting Cristal, câu lạc bộ đến từ Peru ở giải Copa Libertadores. Nhờ màn trình diễn thuyết phục ở Nacional, các câu lạc bộ ở nước ngoài bao gồm Barcelona, Flamengo, và Ajax đã thể hiện sự quan tâm trong việc ký hợp đồng với anh. Barcelona đã ra lời đề nghị để ký hợp đồng với anh, nhưng Sánchez từ chối vì anh không muốn đá cho đội trẻ FC Barcelona B. Anh đã vô địch Copa Libertadores 2016 cùng với Nacional.

### Ajax
Vào tháng 6 năm, Sánchez ký hợp đồng có thời hạn năm năm với câu lạc bộ Ajax, cho tới năm 2021. Ajax phải trả mức phí 5 triệu euro cho Atlético Nacional. Vài ngày sau, Ajax đã ký hợp đồng với người đồng hương của Sánchez là Mateo Cassierra, khiến anh trở thành người Colombia thứ hai trong đội hình. Sánchez ra mắt Ajax vào ngày 13 tháng 8 trong trận hòa 2-2 với Roda JC Kerkrade, anh có mặt trong đội hình xuất phát và chơi đủ 90 phút. Anh ghi bàn thắng đầu tiên cho Ajax vào ngày 24 tháng 9 trước PEC Zwolle. Vào ngày 8 tháng 5 năm 2017, anh nhận giải Cầu thủ xuất sắc nhất mùa của Ajax.

### Tottenham Hotspur
Vào ngày 18 tháng 8 năm 2017, câu lạc bộ Ngoại hạng Anh Tottenham Hotspur thông báo rằng họ đã thống nhất chuyển nhượng Sánchez với bản hợp đồng sáu năm tùy theo giấy phép lao động, với khoản phí chuyển nhượng 42 triệu bảng, phá vỡ mức phí chuyển nhượng kỷ lục của câu lạc bộ. Anh ra mắt câu lạc bộ vào ngày 27 tháng 8 khi vào sân thay Mousa Dembélé ở phút 92 trong trận hòa 1-1 trước Burnley.
Vào ngày 15 tháng 5 năm 2018, Sánchez đã ký một hợp đồng mới với Tottenham, giữ anh ở lại câu lạc bộ cho đến tháng 2 năm 2024.
Vào ngày 10 tháng 2 năm 2019, Sánchez ghi bàn thắng đầu tiên cho Tottenham trong trận đấu với Leicester City.

## Sự nghiệp quốc tế
HLV José Pékerman gọi Sánchez lên tập trung ở đội tuyển quốc gia Colombia vào tháng 2 năm 2016.
Vào tháng 5 năm 2018, anh có tên trong đội hình sơ bộ 35 người của đội tuyển quốc gia Colombia cho Giải vô địch bóng đá thế giới 2018 ở Nga. Vào tháng 6 năm 2018, anh có tên trong đội hình 23 người chính thức. Anh đã chơi cả bốn trận đấu cho tuyển Colombia.
Vào tháng 6 năm 2019, anh chơi 3 trong 4 trận đấu ở Copa América 2019, giúp đội giữ sạch lưới và vào vòng tứ kết. Tuy nhiên, Colombia đã để thua Chile ở chấm luân lưu và phải rời giải.

## Thống kê sự nghiệp

### Câu lạc bộ
Tính đến 26 tháng 5 năm 2024
| CLB                 | Mùa giải            | Giải đấu            | Giải đấu | Giải đấu | Cup  | Cup | League Cup | League Cup | Châu Âu | Châu Âu | Khác | Khác | Tổng cộng | Tổng cộng |
| CLB                 | Mùa giải            | Giải đấu            | Trận     | Bàn      | Trận | Bàn | Trận       | Bàn        | Trận    | Bàn     | Trận | Bàn  | Trận      | Bàn       |
| ------------------- | ------------------- | ------------------- | -------- | -------- | ---- | --- | ---------- | ---------- | ------- | ------- | ---- | ---- | --------- | --------- |
| Atlético Nacional   | 2013                | Categoría Primera A | 3        | 0        | 0    | 0   | —          | —          | —       | —       | —    | —    | 3         | 0         |
| Atlético Nacional   | 2014                | Categoría Primera A | 2        | 0        | 2    | 0   | —          | —          | 0       | 0       | 0    | 0    | 4         | 0         |
| Atlético Nacional   | 2015                | Categoría Primera A | 7        | 0        | 1    | 0   | —          | —          | —       | —       | 0    | 0    | 8         | 0         |
| Atlético Nacional   | 2016                | Categoría Primera A | 14       | 0        | 0    | 0   | —          | —          | 14      | 1       | 2    | 0    | 30        | 1         |
| Atlético Nacional   | Tổng cộng           | Tổng cộng           | 26       | 0        | 3    | 0   | —          | —          | 14      | 1       | 2    | 0    | 45        | 1         |
| Jong Ajax           | 2017–18             | Jupiler League      | 1        | 0        | —    | —   | —          | —          | —       | —       | —    | —    | 1         | 0         |
| Ajax                | 2016–17             | Eredivisie          | 32       | 6        | 0    | 0   | —          | —          | 12      | 0       | 0    | 0    | 43        | 6         |
| Ajax                | 2017–18             | Eredivisie          | 0        | 0        | 0    | 0   | —          | —          | 2       | 1       | 0    | 0    | 2         | 1         |
| Ajax                | Tổng cộng           | Tổng cộng           | 33       | 6        | 0    | 0   | —          | —          | 14      | 1       | 0    | 0    | 47        | 7         |
| Tottenham Hotspur   | 2017–18             | Premier League      | 31       | 0        | 2    | 0   | 0          | 0          | 8       | 0       | 0    | 0    | 41        | 0         |
| Tottenham Hotspur   | 2018–19             | Premier League      | 23       | 1        | 2    | 0   | 4          | 0          | 8       | 0       | —    | —    | 37        | 1         |
| Tottenham Hotspur   | 2019–20             | Premier League      | 29       | 0        | 4    | 0   | 1          | 0          | 5       | 0       | —    | —    | 39        | 0         |
| Tottenham Hotspur   | 2020–21             | Premier League      | 18       | 0        | 2    | 2   | 2          | 0          | 10      | 0       | —    | —    | 32        | 2         |
| Tottenham Hotspur   | 2021–22             | Premier League      | 23       | 2        | 1    | 0   | 5          | 0          | 3       | 0       | —    | —    | 32        | 2         |
| Tottenham Hotspur   | 2022–23             | Premier League      | 18       | 0        | 3    | 0   | 1          | 0          | 2       | 0       | —    | —    | 24        | 0         |
| Tottenham Hotspur   | 2023–24             | Premier League      | 1        | 0        | 0    | 0   | 1          | 0          | —       | —       | —    | —    | 2         | 0         |
| Tottenham Hotspur   | Tổng cộng           | Tổng cộng           | 143      | 3        | 14   | 2   | 14         | 0          | 36      | 0       | —    | —    | 207       | 5         |
| Galatasaray         | 2023–24             | Süper Lig           | 23       | 2        | 3    | 1   | —          | —          | 6       | 0       | 0    | 0    | 32        | 3         |
| Tổng cộng sự nghiệp | Tổng cộng sự nghiệp | Tổng cộng sự nghiệp | 225      | 11       | 20   | 3   | 14         | 0          | 70      | 2       | 2    | 0    | 331       | 16        |

1. ↑  Số lần ra sân ở Copa Libertadores
2. ↑  Số lần ra sân ở Superliga Colombiana
3. 1 2  Số lần ra sân ở Europa League
4. 1 2 3 4 5  Số lần ra sân ở Champions League
5. ↑  Ra sân ở UEFA Europa Conference League
6. ↑  4 lần ra sân ở UEFA Champions League, 2 lần ra sân ở UEFA Europa League

### Quốc tế
Tính đến 14 tháng 7 năm 2024
| Đội tuyển | Năm       | Trận | Bàn |
| Colombia  |           |      |     |
| --------- | --------- | ---- | --- |
| Colombia  | 2016      | 1    | 0   |
| Colombia  | 2017      | 6    | 0   |
| Colombia  | 2018      | 10   | 0   |
| Colombia  | 2019      | 12   | 0   |
| Colombia  | 2020      | 3    | 0   |
| Colombia  | 2021      | 13   | 0   |
| Colombia  | 2022      | 6    | 1   |
| Colombia  | 2023      | 7    | 0   |
| Colombia  | 2024      | 7    | 1   |
| Tổng cộng | Tổng cộng | 65   | 2   |

Bàn thắng và kết quả của Colombia được để trước.
| #  | Ngày                 | Địa điểm                                      | Đối thủ    | Bàn thắng | Kết quả | Giải đấu          |
| -- | -------------------- | --------------------------------------------- | ---------- | --------- | ------- | ----------------- |
| 1. | 19 tháng 11 năm 2022 | Sân vận động DRV PNK, Fort Lauderdale, Hoa Kỳ | Paraguay   | 1–0       | 2–0     | Giao hữu          |
| 2. | 28 tháng 6 năm 2024  | Sân vận động State Farm, Glendale, Hoa Kỳ     | Costa Rica | 2–0       | 3–0     | Copa América 2024 |